# 線紋條鰨
線紋條鰨為輻鰭魚綱鰈形目鰨亞目鰨科的其中一種，為溫帶海水魚，分布於西北太平洋中國東海、黃海及渤海海域，棲息深度8-100公尺，體長可達25公分，棲息在底層水域，生活習性不明。

## 扩展阅读
維基物種上的相關：線紋條鰨